# Héléna Bossis
Pour les articles homonymes, voir Bossis.
Héléna Bossis, de son vrai nom Henriette Berthe Blanche Berriau, est une actrice et directrice de théâtre française née le 23 février 1919 à Rabat au Maroc et morte le 15 août 2008 à Hyères dans le Var.

## Biographie
Sa mère, Simone Berriau, elle-même actrice, dont le nom de naissance est Simone Blanche Eugénie Bossis, avait repris en 1943 le théâtre Antoine, situé boulevard de Strasbourg dans le 10e arrondissement de Paris. Son père, colonel au cabinet du maréchal Lyautey (il crée le service des Affaires indigènes et des Renseignements), meurt quelques mois avant sa naissance.
Elle épouse en 1940 le comédien Jacques Castelot dont elle divorce en 1945, puis Léo Lapara en 1950 et enfin Daniel Darès.
Formée au Conservatoire national supérieur d'art dramatique, elle entame très vite une carrière d'actrice.
En 1946, elle crée le rôle-titre de La Putain respectueuse de Jean-Paul Sartre dans le théâtre dirigé par sa mère. Elle débute au cinéma l'année suivante dans Le diable souffle d'Edmond T. Gréville.
Dans les années 1950, elle joue aux côtés d'Arletty dans l'adaptation française d’Un tramway nommé Désir de Tennessee Williams par Jean Cocteau et dans Mort d'un commis voyageur d'Arthur Miller. En 1960, elle participe à la création de la pièce d'Arthur Koestler, Le Zéro et l'Infini, mais c'est la télévision qui lui apporte la popularité grâce à des séries comme Belphégor de Claude Barma en 1964 ou Jacquou le croquant de Stellio Lorenzi en 1969.

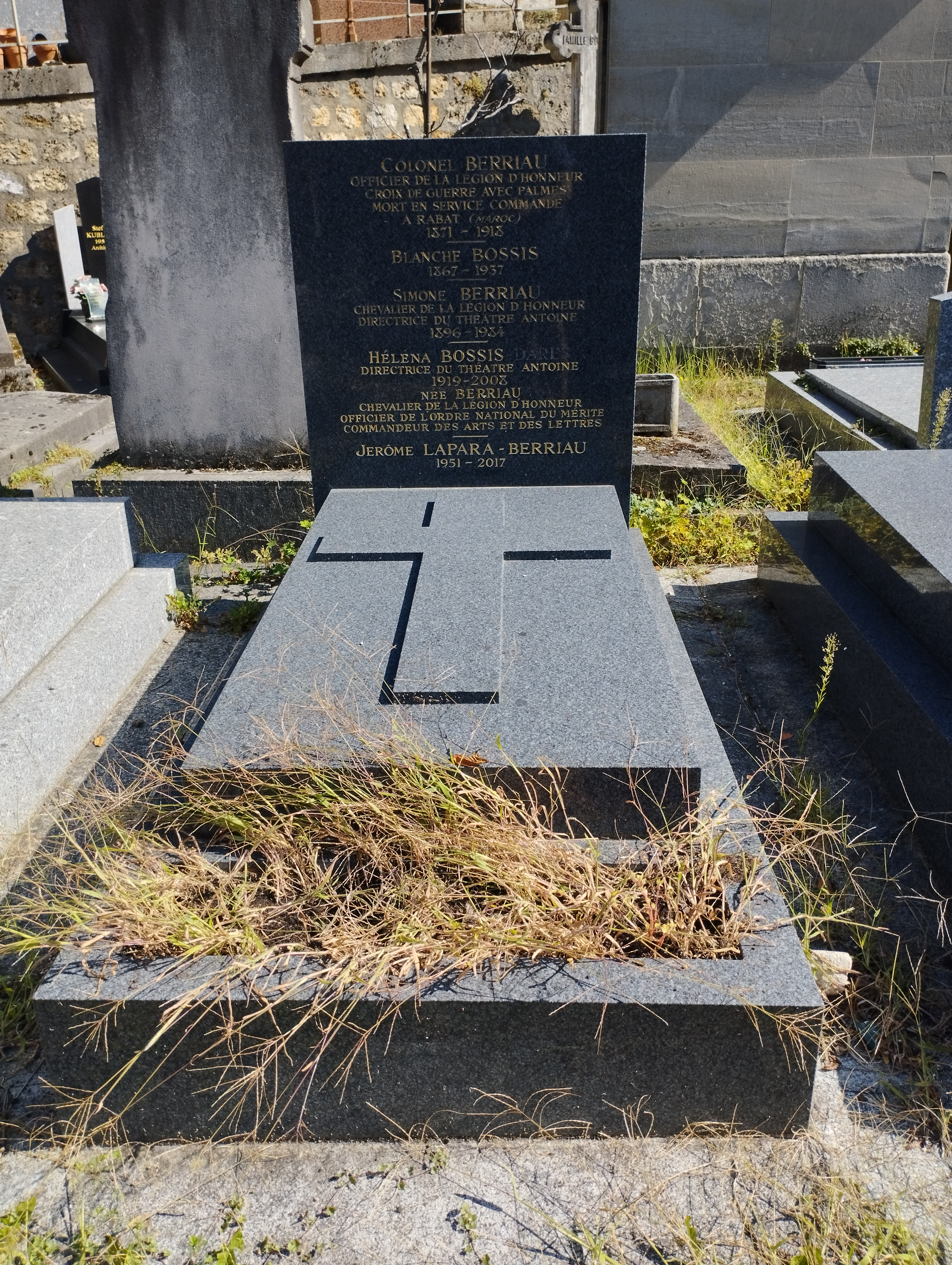
Tombe de Héléna Bossis, Henri et Simone Berriau au cimetière de Montmartre (division 5).

En 1984, à la mort de sa mère, elle devient la codirectrice avec son mari du théâtre Antoine qu'elle dirigera jusqu'à sa mort. Elle y monte de nombreuses pièces, de Lily et Lily avec Jacqueline Maillan (1985) au Dieu du carnage de Yasmina Reza (2008), incarnant « la passion et l'exigence d'un théâtre privé dédié à la création ».
Héléna Bossis a été inhumée au cimetière de Montmartre (division 5), avec sa mère, Simone Berriau, née Bossis.

## Distinctions
Hélèna Bossis est chevalier de l'ordre de la Légion d'honneur et commandeur de l'ordre des Arts et des Lettres.

## Théâtre
- 1946 : La Putain respectueuse de Jean-Paul Sartre, mise en scène Julien Bertheau, théâtre Antoine
- 1949 : Les Mains sales de Jean-Paul Sartre, mise en scène Pierre Valde, théâtre des Célestins
- 1949 : Un tramway nommé Désir de Tennessee Williams, mise en scène Raymond Rouleau, théâtre Édouard VII
- 1952 : Jésus la Caille, adapté du roman Jésus-la-Caille de Francis Carco, mise en scène Pierre Valde, théâtre des Célestins puis théâtre Gramont et théâtre Antoine
- 1953 : Le Coup de grâce de Joseph Kessel et Maurice Druon, mise en scène Jean Wall, théâtre du Gymnase
- 1960 : Le Zéro et l'Infini de Sidney Kingsley (en), mise en scène André Villiers, théâtre Antoine
- 1961 : Requiem pour une nonne de William Faulkner, adaptation et mise en scène Albert Camus, théâtre des Mathurins
- 1971 : Alpha Bêta de E. A. Whitehead, mise en scène Marcel Moussy, théâtre Antoine
- 1980 : Une drôle de vie de Brian Clark, mise en scène Michel Fagadau, théâtre Antoine puis théâtre des Célestins

## Filmographie

### Cinéma
- 1947 : Le diable souffle d'Edmond T. Gréville : Louvaine
- 1948 : Le Destin exécrable de Guillemette Babin de Guillaume Radot : Guillemette Babin
- 1949 : La Louve de Guillaume Radot : Marie
- 1954 : La Chair et le Diable de Jean Josipovici : Mme Martin

### Télévision
- 1964 : Belphégor ou le Fantôme du Louvre de Claude Barma :  Irène Nando, galeriste de « La Palette Bleue » et maîtresse du commissaire Ménardier
- 1969 : Jacquou le croquant de Stellio Lorenzi : la Mathive
- 1970 : Tango de Jean Kerchbron : Éléonore
- 1970 : Les Enquêtes du commissaire Maigret de Claude Barma, épisode L'Écluse n° 1 : Jeanne Ducrau
- 1973 : Barbarina ou l'Oiselet vert de Claude Deflandre : la reine-mère Tartagina
- 1977 : Au théâtre ce soir : Football de Pol Quentin et Georges Bellak, mise en scène Michel Fagadau, réalisation Pierre Sabbagh, théâtre Marigny : Helen Melville
- 1980 : Les Enquêtes du commissaire Maigret, épisode Le Charretier de la Providence de Marcel Cravenne : Olga Négretti